# Beira Litoral
Beira Litoral egyike Portugália tíz történelmi tartományának (portugálul antiga província vagy região natural), az ország középső atlanti-óceáni tengerpartján, Lisszabontól északra.

## Felosztása
A tartomány négy kerületre (portugálul distrito) oszlik, ezek a tartomány területén összesen 33 önkormányzatból (concelho) állnak (a kerületi határok nem minden esetben esnek egybe a tartomány határaival):
- Aveiro kerület: Águeda, Albergaria-a-Velha, Anadia, Aveiro, Estarreja, Ílhavo, Mealhada, Murtosa, Oliveira de Azeméis, Oliveira do Bairro, Ovar, São João da Madeira, Sever do Vouga, Vagos, Vale de Cambra.
- Coimbra kerület: Arganil, Cantanhede, Coimbra, Condeixa-a-Nova, Figueira da Foz, Góis, Lousã, Mira, Miranda do Corvo, Montemor-o-Velho, Penacova, Penela, Poiares, Soure.
- Leiria kerület: Alvaiázere, Ansião, Batalha, Castanheira de Pêra, Figueiró dos Vinhos, Leiria, Pedrógão Grande, Pombal.
- Santarém kerület: Ourém.